# John Rutherfurd
John Rutherfurd, född 20 september 1760 i New York, död 23 februari 1840 i Bergen County, New Jersey, var en amerikansk lantmätare och politiker (federalist). Han representerade delstaten New Jersey i USA:s senat 1791-1798.
Rutherfurd utexaminerades 1779 från College of New Jersey (numera Princeton University). Han studerade sedan juridik och inledde 1784 sin karriär som advokat i New York. Han flyttade 1787 till Warren County.
Rutherfurd efterträdde 1791 Jonathan Elmer som senator för New Jersey. Han omvaldes till en andra mandatperiod i senaten men avgick redan i december 1798 och efterträddes av Franklin Davenport.
Han var 1807-1811 tillsammans med Gouverneur Morris och Simeon De Witt med om att planlägga användningen av markområdet norr om 14th Street i New York. Han undersökte 1816 möjligheterna att bygga en kanal mellan tre floder: Delaware, Raritan och Hudson.
Rutherfurd flyttade 1808 till en farm som han kallade "Edgerston" i närheten av där staden Rutherford i dag är belägen. Han bodde där för resten av sitt liv. Staden hette ursprungligen Rutherfurd efter John Rutherfurd men stavningen ändrades på 1870-talet för att hedra Rutherford B. Hayes.
Rutherfurds grav finns på Christ Church Cemetery i Belleville. Astronomen Lewis Morris Rutherfurd var hans sonson.